# Тесмотеты
Тесмотеты, фесмофеты (греч. θεσμοθέται) — название части архонтов.
Из девяти афинских архонтов первые три носили особые имена (ἄρχων έπώνυμος, ά. βασιλευς, ά. πολέμαρχος), остальные же образовали коллегию из шести лиц и назывались тесмотетами. Первые три архонта имели до Солона свои особые присутственные места (πρυτανέιον, βουολεϊον, πολέμαρχεϊον), тесмотеты же заседали в так называемом θεσμοθετεϊον; впоследствии и первые три заседали там же.
Тесмотеты были учреждены после того, как должность архонта была ограничена одним годом. Первоначально они выбирались из первого имущественного класса (пентакосиомедимнов). Солон ввёл жеребьёвку заранее избранных кандидатов, но также из класса пентакосиомедимнов. Аристид открыл доступ к архонтству и второму классу (всадникам). Третий класс (зевгиты) был допущен к занятию этой должности лишь в 457—456 гг. до н. э. До Дракона тесмотеты, по Аристотелю, «записывали законы (то есть положения обычного права) и хранили их для суда над преступниками». Впоследствии они ежегодно пересматривали действующие законы и докладывали народу обо всех противоречиях, замеченных ими. Они имели также юрисдикцию по всем делам, не подлежавшим ведению остальных трёх архонтов или других правительственных властей.